# Ciclismo ai VI Giochi del Mediterraneo
Le competizioni di ciclismo ai VI Giochi del Mediterraneo si svolsero lungo un percorso cittadino appositamente allestito per i Giochi per quanto riguarda le gare su strada, mentre le gare su pista si sono disputate in un velodromo anch'esso appositamente allestito per i Giochi. Da sottolineare che per questa edizione non sono state previste gare a livello femminile.
Per il ciclismo su strada furono organizzate le seguenti prove:
- Prova individuale in linea (solo maschile) con un percorso di 140 chilometri
- Prova a squadre a cronometro (solo maschile) con un percorso di 100 chilometri

per un totale di due medaglie d'oro messe in palio.
Per il ciclismo su pista furono invece organizzate le seguenti prove:
- Prova di inseguimento a squadre (solo maschile)
- Prova di velocità (solo maschile)

per un totale di due medaglie d'oro messe in palio.

## Medagliere
| Pos.   | Nazione    | Oro | Argento | Bronzo | Totale |
| ------ | ---------- | --- | ------- | ------ | ------ |
| 1      | Italia     | 2   | 3       | 0      | 5      |
| 2      | Spagna     | 2   | 1       | 1      | 4      |
| 3      | Jugoslavia | 0   | 0       | 1      | 1      |
| 4      | Libia      | 0   | 0       | 1      | 1      |
| 5      | Turchia    | 0   | 0       | 1      | 1      |
| Totale | Totale     | 4   | 4       | 4      | 12     |

## Sommario degli eventi
| Evento                 | Oro                 | Prestazione | Argento         | Prestazione | Bronzo           | Prestazione |
| Ciclismo su strada     |                     |             |                 |             |                  |             |
| Corsa in linea         | Francisco Elorriaga | 3h26'21"    | Francesco Moser | s.t.        | José Luis Viejo  | s.t.        |
| Cronometro a squadre   | Spagna              | 2h12'27"    | Italia          | a 28"       | Jugoslavia       | a 9'36"     |
| Ciclismo su pista      |                     |             |                 |             |                  |             |
| Velocità               | Ezio Cardi          |             | Massimo Marino  |             | Ahmet El Gariani |             |
| Inseguimento a squadre | Italia              |             | Spagna          |             | Turchia          |             |